# Hexatoma (Eriocera) stolida
Hexatoma (Eriocera) stolida is een tweevleugelige uit de familie steltmuggen (Limoniidae). De soort komt voor in het Neotropisch gebied.